# Кости (8-й сезон)
Восьмой сезон американского детективного телесериала «Кости» о судебных антропологах из ФБР с Эмили Дешанель и Дэвидом Борианазом в главных ролях. Восьмой сезон, премьера которого состоялась на канале Fox 17 сентября 2012 года, а заключительная серия вышла 29 апреля 2013 года, состоит из 24 эпизодов. Сезон включает в себя дополнительные четыре эпизода («Грязь в гараже», «Патриот в чистилище», «Кроме шуток» и «Призрак в машине»), которые должны были стать частью седьмого сезона, но затем были включены в восьмой сезон. Исполнительный продюсер Стивен Нейтан отметил, что восьмой сезон включает в себя сюжетные линии, которые первоначально были предназначены для предыдущего сезона, но не были реализованы из-за сокращённого количества эпизодов.

## В ролях

### Основной состав
- Эмили Дешанель — доктор Темперанс «Кости» Бреннан
- Дэвид Борианаз — специальный агент Сили Бут
- Микаэла Конлин — Энджела Монтенегро
- Томас Джозеф Тайн — доктор Джек Ходжинс
- Тамара Тейлор — доктор Кэмилла «Кэм» Сароян
- Джон Фрэнсис Дейли — доктор Лэнс Свитс

### Второстепенный состав
- Патриция Белчер — Кэролайн Джулиан
- Эндрю Лидз — Кристофер Пелант
- Рид Даймонд — специальный агент Хэйс Флинн
- Райан О’Нил — Макс Кинан
- Даниэль Панабэйкер — специальный агент Оливия Спарлинг
- Джоанна Кэссиди — Марианна Бут
- Тиффани Хайнс — Мишель Уэлтон
- Синди Лопер — Авалон Гармония
- Скотт Лоуэлл — доктор Дуглас Филмор
- Дэнни Вудберн — Алекс Радзивилл

Интерны:
- Юджин Бирд — доктор Кларк Эдисон
- Люк Клайнтенк — Финн Абернети
- Майкл Грант Терри — Венделл Брэй
- Педж Вахдат — Арасту Вазири
- Карла Галло — Дэйзи Вик
- Джоэл Дэвид Мур — Колин Фишер
- Брайан Клугман — доктор Оливер Уэллс

## Эпизоды
| № общий | № в сезоне | Название                                              | Режиссёр            | Автор сценария                   | Дата премьеры    | Произв. код | Зрители в США (млн) |
| --- | ---------- | ----------------------------------------------------- | ------------------- | -------------------------------- | ---------------- | ----------- | ------------------- |
| 143 | 1          | «The Future in the Past» «Будущее в прошлом»          | Иэн Тойнтон         | Харт Хэнсон и Стивен Нейтан      | 17 сентября 2012 | 8AKY01      | 7,98                |
| Обвиненная в убийстве, Бреннан скрывается от ФБР с помощью своего отца, Макса. Бут и команда Джефферсона убеждены, что злой гений технологий Кристофер Пелант манипулирует ключевыми доказательствами по делу, чтобы точно представить Бреннан в качестве главного подозреваемого. Но анонимный источник приводит команду к останкам методиста средней школы, который может иметь ключевое значение для доказательства невиновности Бреннан. Интерн: Кларк Эдисон. |            |                                                       |                     |                                  |                  |             |                     |
| 144 | 2          | «The Partners in the Divorce» «Партнёры в разводе»    | Эллисон Лидди-Браун | Майкл Петерсон                   | 24 сентября 2012 | 8AKY02      | 7,61                |
| Команда Джефферсона расследует убийство сильного адвоката по бракоразводным процессам с большим количеством врагов. Интрига продолжает усиливаться, когда команда обнаруживает, что жена и помощник поверенного скрывали решающие доказательства, которые могли помочь расследовать дело. Между тем, Бреннан пытается вновь приспособиться к обычной жизни после побега, а напряжение между ней и Бутом только усиливается, так как вынужденный трехмесячный разрыв имеет негативные последствия. Интерн: Финн Абернети.                                                                           |            |                                                       |                     |                                  |                  |             |                     |
| 145 | 3          | «The Gunk in the Garage» «Грязь в гараже»             | Кейт Вудс           | Джонатан Коллир                  | 1 октября 2012   | 7AKY15      | 6,99                |
| В гараже одного из отелей происходит взрыв. Команда Джефферсона исследует останки, найденные на месте преступления, чтобы сопоставить их жертве. Расследование усложняется, когда они обнаруживают, что человек, которого они считали мертвым на самом деле жив. Тем временем Свитсу дают временного партнера, специального агента ФБР Оливию Спарлинг. |            |                                                       |                     |                                  |                  |             |                     |
| 146 | 4          | «The Tiger In The Tale» «Тигр в сказке»               | Дуайт Литтл         | Дин Лопата                       | 8 октября 2012   | 8AKY03      | 7,20                |
| Команда Джефферсона расследует смерть Джареда Дрю, сотрудника животной выставки, и в ходе расследования его смерти они попадают в мир незаконной торговли животными. Между тем, Бреннан полагает, что из неё вышел бы отличный кандидат в президенты. А Свитс и Дейзи наконец-то решили перевести отношения на новый уровень и начать жить вместе. Интерн: Дейзи Вик. |            |                                                       |                     |                                  |                  |             |                     |
| 147 | 5          | «Method to the Madness» «Путь к безумию»              | Кейт Вудс           | Кит Фоглесон                     | 5 ноября 2012    | 8AKY04      | 7,30                |
| Команда Джефферсона расследует смерть женщины, чье тело было изуродовано и выброшено в мусорный бак в черте города. Все указывает на то, что убийца подражает Джеку Потрошителю. Ну, а Свитс ищет новую квартиру. Интерн: Колин Фишер. |            |                                                       |                     |                                  |                  |             |                     |
| 148 | 6          | «The Patriot in Purgatory» «Патриот в чистилище»      | Франсуа Вель        | Стефан Нейтан                    | 12 ноября 2012   | 7AKY14      | 6,96                |
| Исследуя останки тел, которые считали неопознанными, пять стажеров идентифицируют личность человека, который умер в результате террористических атак 11 сентября. И теперь команде Джефферсона нужно определить, кем он был, преступником или жертвой. Интерн: Кларк Эдисон, Венделл Брэй, Колин Фишер, Арасту Вазири, Финн Абернети. |            |                                                       |                     |                                  |                  |             |                     |
| 149 | 7          | «The Bod in the Pod» «Горошины в стручке»             | Тим Саутхэм         | Пэт Чарльз                       | 19 ноября 2012   | 8AKY05      | 7,11                |
| Когда на месте преступления эксперты находят останки, которые запечатаны в герметичную тару и выброшены на берег, команда решает один из наиболее сложных случаев. Между тем Энджела и Ходжинс узнают о тайном романе Кэм. Кроме того, всплывают кое-какие подробности прошлого Арасту Вазири. Интерн: Арасту Вазири. |            |                                                       |                     |                                  |                  |             |                     |
| 150 | 8          | «The But in the Joke» «Кроме шуток»                   | Иэн Тойнтон         | Кит Фоглесон                     | 26 ноября 2012   | 7AKY13      | 7,96                |
| Уличный художник, разрисовывая рекламный щит, внезапно падает и приземляется в собственный клей и на человеческие останки. Таким образом, команда должна не только выяснить личность останков, но и найти стратегический способ удалить часть трупа, который все еще приклеен к уличному художнику. Для того, чтобы найти подозреваемых, Бут пробует свои силы в ночном клубе комедии «открытый микрофон». А любовь Энджелы к искусству привлекает её к уличным художникам. Интерн: Колин Фишер.                                                                                                   |            |                                                       |                     |                                  |                  |             |                     |
| 151 | 9          | «The Ghost in the Machine» «Призрак в машине»         | Милан Чейлов        | Харт Хэнсон                      | 4 декабря 2012   | 7AKY17      | 7,29                |
| Команда Джефферсона расследует смерть маленького мальчика, душа которого еще жива. Когда экстрасенс Авалон Хармония пытается помочь духу погибшего обрести покой, каждый член команды начинает сомневаться в своих собственных представлениях о жизни после смерти. А доктор Бреннан вдруг ощущает недостаток романтики... |            |                                                       |                     |                                  |                  |             |                     |
| 152 | 10         | «The Diamond in the Rough» «Алмаз неограненый»        | Алекс Чаппл         | Никечи Окоро Кэрролл             | 14 января 2013   | 8AKY06      | 8,04                |
| Команда расследует смерть профессиональной исполнительницы бальных танцев, которая была убита за три дня до её прослушивания на популярное танцевальное шоу. Бреннан и Бут под прикрытием принимают участие в соревновании, чтобы найти потенциальных подозреваемых. Интерн: Венделл Брэй. |            |                                                       |                     |                                  |                  |             |                     |
| 153 | 11         | «The Archaeologist in the Cocoon» «Археолог в коконе» | Жанно Шварц         | Сэнфорд Голден и Карен Вискарвер | 14 января 2013   | 8AKY07      | 7,79                |
| Расследуется убийство известного археолога с сомнительной репутацией, который совершил невероятное открытие прямо перед смертью. ФБР выясняет, что погибший ввозил контрабанду из Чеченской республики, а команда Джефферсона работает в условиях жесткой конкуренции и раскрывает преступление, совершенное почти двадцать пять тысяч лет назад... Интерн: Кларк Эдисон. |            |                                                       |                     |                                  |                  |             |                     |
| 154 | 12         | «The Corpse on the Canopy» «Труп над кроватью»        | Роб Харди           | Джонатан Коллир                  | 21 января 2013   | 8AKY08      | 8,53                |
| Когда Ходжинс и Энджела просыпаются и обнаруживают окровавленный труп, свисающий с полога их кровати, а вокруг кроватки их сына Майкла цветочные лепестки, они полагают, что вернулся Пелант и жаждет мести Ходжинсу. И хотя Ходжинс намерен найти Пеланта сам, Бут знает, что лучше работать в рамках системы, а не идти против протоколов. В то же самое время команда Джефферсона исследует труп, и выясняют, что жертва была агентом Спецназа, работающего на крупнейшего поставщика в мире наемников. Энджела и Ходжинс решают начать собственное расследование ради спокойствия своей семьи. |            |                                                       |                     |                                  |                  |             |                     |
| 155 | 13         | «The Twist In The Plot» «Поворот сюжета»              | Милан Чейлов        | Ким Клементс                     | 28 января 2013   | 8AKY09      | 9,25                |
| Команда Джефферсона исследует останки двух тел, которые были найдены на одном участке захоронения: женщина, умершая от рака, и «дула», человека, который помогал смертельно больной справляться со своим недугом. А Дейзи впервые сталкивается со Свитсом после их разрыва. Интерн: Дейзи Вик. |            |                                                       |                     |                                  |                  |             |                     |
| 156 | 14         | «The Doll in the Derby» «Кукла в Дерби»               | Тауния Маккирнан    | Майкл Петерсон                   | 4 февраля 2013   | 8AKY10      | 9,06                |
| Бреннан и Бут расследуют смерть роллерши, тело которой было расчленено. Чтобы получить как можно больше ответов, они обращаются за помощью к Энджеле и внедряют её в качестве тайной участницы команды роллер-дерби. Между тем Кэм пытается раскрыть причины, по которым Бута направляют на медицинское обследование. Интерн: Венделл Брэй. |            |                                                       |                     |                                  |                  |             |                     |
| 157 | 15         | «The Shot in the Dark» «Выстрел в темноте»            | Франсуа Вель        | Дейв Томас                       | 11 февраля 2013  | 8AKY11      | 8,82                |
| В доктора Бреннан стреляют, когда она допоздна задерживается в университетской лаборатории. В критическом состоянии её доставляют в больницу, где Темперанс борется с галлюцинациями, видя мать. Расследование показывает, что нападавший на Бреннан может быть связан с университетом Джефферсона. Интерн: Кларк Эдисон. |            |                                                       |                     |                                  |                  |             |                     |
| 158 | 16         | «The Friend in Need» «Друг нуждается в тебе»          | Джефри Уолкер       | Дин Лопата                       | 18 февраля 2013  | 8AKY12      | 8,47                |
| Когда тело, найденное в чемодане, идентифицируют как тело подростка, расследование приводит к двум семьям, которые очень близки между собой, и может пострадать имидж круглого отличника. Между тем Мишель просит Финна кое-что скрыть. Интерн: Финн Абернети. |            |                                                       |                     |                                  |                  |             |                     |
| 159 | 17         | «The Fact in the Fiction» «Фантастический факт»       | Дуайт Литтл         | Кит Фоглесон                     | 25 февраля 2013  | 8AKY13      | 8,77                |
| Когда в Джефферсон приходит работать новый, чрезвычайно образованный стажер доктор Оливер Уэллс, его энтузиазм и эксцентричные, но неоспоримые наблюдения действуют на нервы Бреннан и заставляют её попытаться быть более открытой в научных вопросах. Но Бут волнуется, что она возможно зашла слишком далеко, когда Темперенс признает возможность путешествия во времени как фактор в расследовании убийства. Интерн: Оливер Уэллс. |            |                                                       |                     |                                  |                  |             |                     |
| 160 | 18         | «The Survivor in the Soap» «Выживший в мыле»          | Тим Саутхэм         | Никечи Окоро Кэрролл             | 4 марта 2013     | 8AKY14      | 8,41                |
| Команда Джефферсона расследует смерть Симчея Конте, молодого человека, чьи останки были обнаружены в бочке на очистном сооружении опасных отходов. Вскоре выясняется, что жертва была иммигрантом из Сьерра-Леоне, который работал неполный рабочий день для того, чтобы свести концы с концами. Кэм и Арасту постепенно приходят к выводу, что им с каждым днем становится все труднее сохранить свои отношения в тайне. А Бут и Бреннан пытаются решиться на каникулы. Интерн: Арасту Вазири. |            |                                                       |                     |                                  |                  |             |                     |
| 161 | 19         | «The Doom in the Gloom» «Размышления в темноте»       | Кейт Вудс           | Сэнфорд Голден и Карен Вискарвер | 18 марта 2013    | 8AKY15      | 7,58                |
| Обугленный труп в бункере приводит к расследованию дела вышедшего в отставку морского пехотинца и группы выживших. Тем временем Свитс, кажется, нашел новую квартиру. Интерн: Дейзи Вик. |            |                                                       |                     |                                  |                  |             |                     |
| 162 | 20         | «The Blood from the Stones» «Кровь из камня»          | Франсуа Вель        | Пэт Чарльз                       | 25 марта 2013    | 8AKY16      | 6,96                |
| Полицейского под прикрытием, который расследовал череду грабежей банкоматов, находят мертвым в фургоне с мешочком алмазов, обнаруженном в его искалеченном теле. Теперь команде Джефферсона предстоит выяснить, являются ли грабители еще и убийцами. Между тем, Бреннан поручено сняться в документальном фильме, чтобы собрать средства для фонда Джефферсона, и она изо всех сил пытается на камеру быть милой. Интерн: Кларк Эдисон. |            |                                                       |                     |                                  |                  |             |                     |
| 163 | 21         | «The Maiden in the Mushrooms» «Дева в грибах»         | Жанно Шварц         | Лила Оливер                      | 1 апреля 2013    | 8AKY17      | 7,05                |
| Команда Джефферсона расследует убийство телевизионного продюсера. А доктору Бреннан довольно непросто принять тот факт, что Кристина может быть «обычным» ребенком, после того, как воспитатель сообщает ей, что Кристина покусала другого ребенка. В это время Ходжинс использует все свои приборы в лаборатории Джефферсона, чтобы химически воссоздать специальный острый соус Финна. Интерн: Финн Абернати. |            |                                                       |                     |                                  |                  |             |                     |
| 164 | 22         | «The Party in the Pants» «Штаны в сторону»            | Регги Хадлин        | Майкл Петерсон и Кит Фоглесонг   | 15 апреля 2013   | 8AKY18      | 6,56                |
| Команда Джефферсона расследует убийство Джека Спиндлера, успешного сотрудника в брокерской фирме днем и стриптизера ночью. Когда его останки найдены на месте разрушения, команда задумывается, почему человек с такой успешной карьерой идет на дополнительный заработок. В процессе расследования команда узнает, что работа Спиндлера затронула его личную жизнь и начинает опрос самых близких его друзей, включая приятеля погибшего, тоже стриптизера, Шторма. Между тем после двадцати четырех лет безмолвия, приезжает с просьбой мать Бута. Интерн: Венделл Брэй.                         |            |                                                       |                     |                                  |                  |             |                     |
| 165 | 23         | «The Pathos in the Pathogens» «Пафос в патогенах»     | Чад Лоу             | Ким Клементс                     | 22 апреля 2013   | 8AKY19      | 7,06                |
| Команда Джефферсона бросается предотвратить вирусную вспышку во время расследования убийства журналистки Мии Гарретт после того, как её зараженное тело было найдено на биологически опасном объекте. Когда мутировавший вирус, который убил Мию, заражает стажера Арасту Вазири, их единственным шансом спасти его является лишь расследование убийства. Напряжение и страсти накаляются, поскольку это гонка на время, гонка, чтобы найти убийцу и лечение. Интерн: Арасту Вазири. |            |                                                       |                     |                                  |                  |             |                     |
| 166 | 24         | «The Secret in the Siege» «Секрет в осаде»            | Дэвид Борианаз      | Стивен Нейтан и Джонатан Коллир  | 30 апреля 2013   | 8AKY20      | 7,36                |
| Когда злой компьютерный гений Кристофер Пелант возвращается, чтобы играть с Джефферсоновской командой в их новом расследовании, они обнаруживают, что ряд произошедших убийств связаны с агентами ФБР, что близко и к самому Буту. Тем временем, поскольку расследование продвигается, Свитс понимает, что доказательства кажутся ему слишком знакомыми. А когда улики начинают указывать, что Бут – потенциальная цель Пеланта, Бреннан начинает оценивать свои отношения с ним. |            |                                                       |                     |                                  |                  |             |                     |